# Fernando Álvarez de Toledo
Fernando Álvarez de Toledo y Pimentel (beter bekend als Alva) (Piedrahíta, 29 oktober 1507 – Tomar, 11 december 1582), derde hertog van Alba, was een Spaanse generaal en landvoogd van de Nederlanden aan het begin van de Tachtigjarige Oorlog. Zijn bewind met talloze executies en zware repressie leidde tot een verheviging van de opstand in de Habsburgse Nederlanden en uiteindelijk tot het ontstaan van de Republiek der Zeven Verenigde Nederlanden. In de Nederlanden was hij bijgenaamd de IJzeren Hertog en in Spanje de Grote Hertog.

## Levensloop

### Vroege loopbaan
Als kind kreeg Alva van zijn grootvader al les in de krijgskunde. Keizer Karel V (Karel I van Spanje) benoemde hem tot een van de bevelhebbers tijdens de Slag om Tunis (1535). In de volgende jaren was Alva meerdere malen betrokken bij succesvolle Spaanse veldtochten. Uitzondering was het Spaanse debacle bij Algiers, waar de Spanjaarden en hun bondgenoten door de Ottomanen onder leiding van Khair ad-Din verslagen werden. Sindsdien verbleef Alva aan het Madrileense hof, waar hij de jonge prins Filips op zijn toekomstige regeringstaak voorbereidde
. Het prestige van Alva nam toe in 1546 toen keizer Karel V hem tot ridder in de Orde van het Gulden Vlies benoemde. In 1547 vocht Alva mee in de Slag bij Mühlberg, waarin Duitse en Spaanse katholieke troepen de protestanten van het Schmalkaldisch Verbond versloegen. Alva begeleidde prins Filips op zijn reis door Europa (1551) en naar Londen voor Filips' huwelijk met Maria Tudor (1554).

### In dienst van Filips II
In 1555 volgde Filips II zijn vader op. Filips schakelde zijn voormalige mentor, Alva, in voor diplomatieke en politieke missies. Alva werd in datzelfde jaar al benoemd tot gouverneur van het hertogdom Milaan, destijds in Spaanse handen. Een jaar later werd Alva onderkoning van Napels. De in 1555 nieuw verkozen paus Paulus IV, afkomstig uit de machtige Napolitaanse familie Carafa, vreesde een Spaanse overheersing in de Italiaanse vorstendommen en, meer nog, Spaans bestuur in de Pauselijke Staat. De paus, die een pro-Franse politiek voerde, kreeg gelijk: Alva marcheerde met zijn troepen naar Rome en de paus riep Franse hulp in. Franse hulp zou niet meer komen door de Franse nederlaag tegen de Spanjaarden in de Slag bij Saint-Quentin (1557). Alva, die nog steeds Napels en Centraal-Italië bezette, zag zijn kans schoon en veroverde in september 1557 de stad Rome. De paus moest wel vrede sluiten met Alva en deed dit in het Latijnse stadje Cave. In het Italiaans wordt de Spaanse strijd tegen Italië in 1556/57 Guerra del sale (Zoutoorlog) genoemd. De paus zou voortaan een pro-Spaanse politiek voeren. Vanaf 1558 voerde Alva namens Spanje de vredesonderhandelingen met Frankrijk die leidden tot de Vrede van Cateau-Cambrésis in 1559.

### Landvoogd der Nederlanden

#### 1567

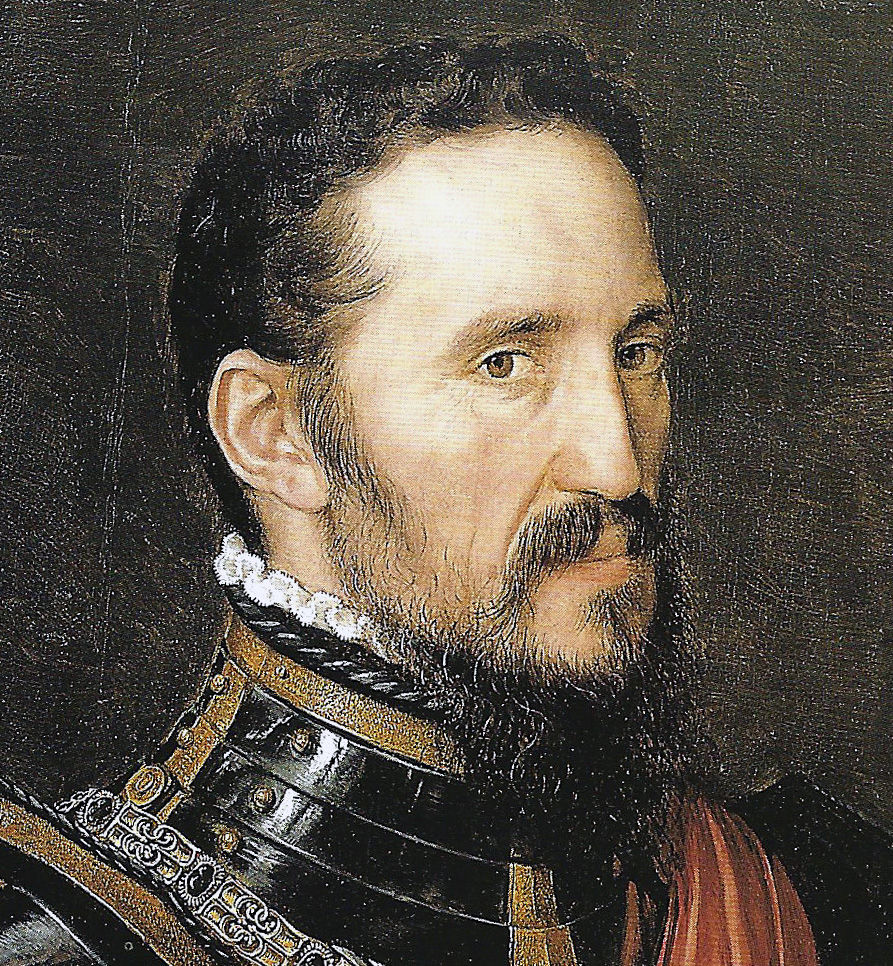
Fernando Álvarez de Toledo, door Anthonie Mor

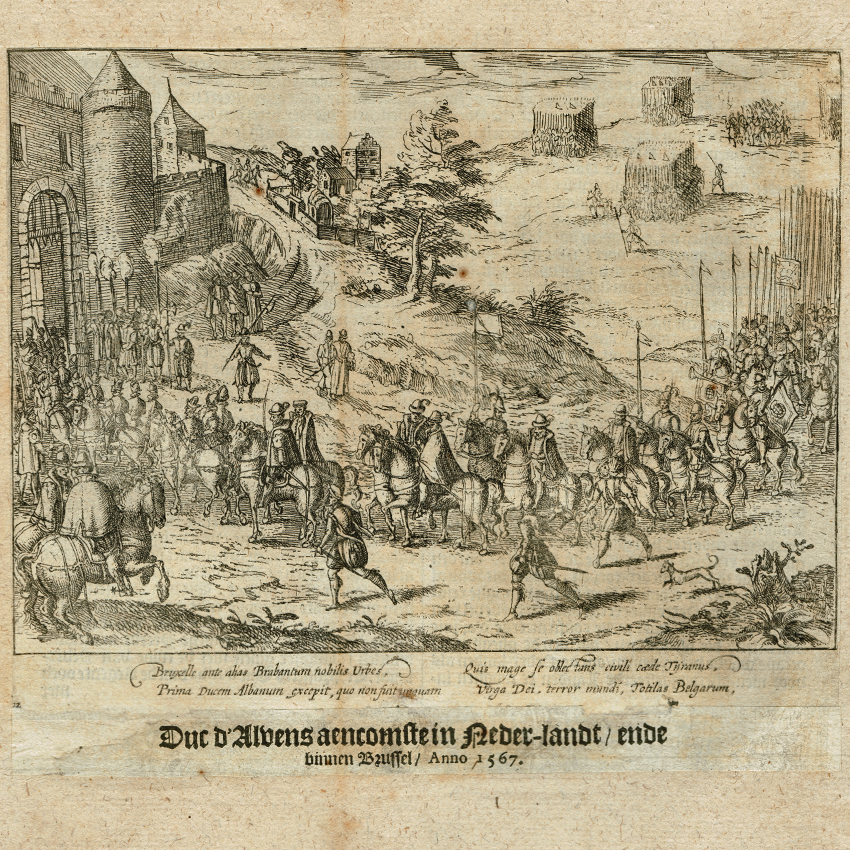
Aankomst van Alva in Brussel 1567. Prent uit 'de Nassausche Oorloghen' van W. Baudartius.

In 1566 werd Alva door Filips II naar de Nederlanden gestuurd met een leger van 10 000 man en onbeperkte bevoegdheid om orde op zaken te stellen. Directe aanleiding voor de benoeming van Alva was de Beeldenstorm. Van de Spaanse koning kreeg hij drie opdrachten mee: het instellen van nieuwe Nederlandse bisdommen, het doorvoeren van de besluiten van het Concilie van Trente en het bestraffen van de Beeldenbrekers (Beeldenstormers).
Alva kwam in augustus 1567 in de Nederlanden aan. Volgens een anekdote had Alva tegen Filips II gezegd dat hij maximaal zes maanden nodig zou hebben om de opstand neer te slaan en dat er "enkel wat koppen moesten rollen". Aanvankelijk was Alva alleen aangesteld als 'probleemoplosser', maar de zittende landvoogdes Margaretha van Parma was zo ontzet door zijn hardhandige optreden, dat zij in september aftrad en terugkeerde naar Italië. Alva volgde haar toen op als landvoogd.
Vrijwel direct na zijn aankomst in Brussel richtte Alva de Raad van Beroerten (=onlusten) op, die in de volksmond al snel bekendstond als "de bloedraad". De Raad van Beroerten was met een staf van 170 man (in 1569) naar de maatstaven van die tijd erg efficiënt. Tijdens de vijf jaar van Alva's bewind werden zo'n 8950 personen uit alle lagen van de bevolking ondervraagd en veroordeeld wegens verraad, ketterij of beide; verbeurdverklaring van goederen bij vermogende veroordeelden kwam veel voor. In totaal werden er meer dan 1000 personen terechtgesteld. Zijn komst deed veel edelen, onder wie Willem van Oranje, op de vlucht slaan naar Duitsland of Engeland. Diens bezittingen werden verbeurdverklaard, waaronder het Brusselse Paleis van Nassau. Alva nam er zijn intrek en liet het eveneens geconfisqueerde schilderij De tuin der lusten wegvoeren naar Spanje. Anderen, zoals graaf Lamoraal van Egmont, bleven om hun diensten aan de nieuwe landvoogd aan te bieden. Deze achterblijvers werden echter bijna allemaal gevangengenomen op verdenking van verraad.

#### 1568

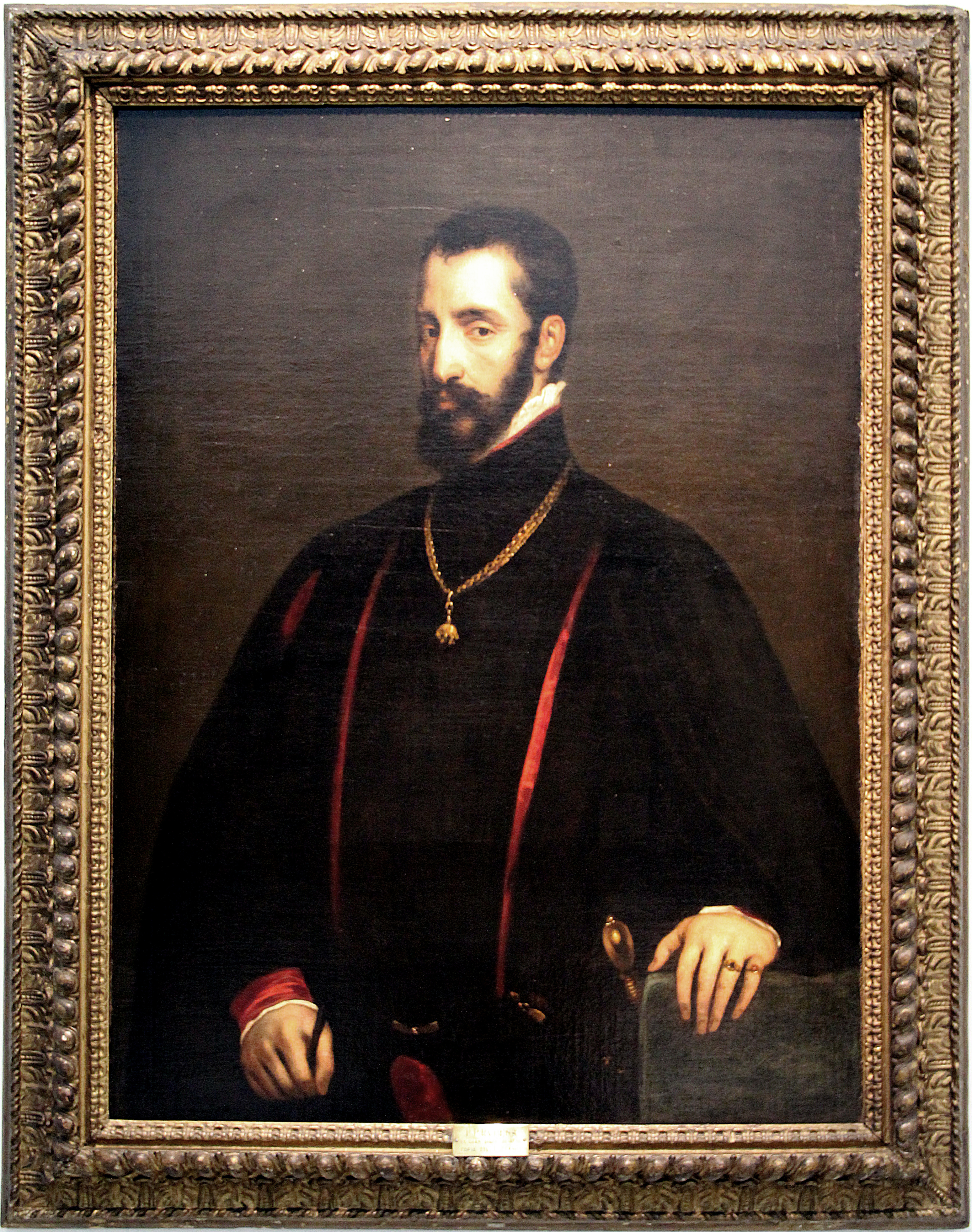
Fernando Álvarez de Toledo door Peter Paul Rubens (1628).

De gevluchte stadhouder Willem van Oranje besloot, in overleg met zijn broers Lodewijk en Adolf van Nassau en Jan van Montigny, een inval (Oranjes eerste invasie) te wagen in de Nederlanden. Jan van Montigny probeerde op 23 april Roermond in te nemen, maar moest vluchten. In de Slag bij Dalheim twee dagen later werd hij verslagen door Alva's soldaten.
Op 23 mei wisten Lodewijk en Adolf echter in de Slag bij Heiligerlee de Spaansgezinde stadhouder Graaf Arenberg te verslaan. Alva was woedend en liet 18 edelen onthoofden op de Grote Markt van Brussel. Twee populaire edelen, graaf Van Egmont en graaf van Horne, goede vrienden van Willem van Oranje, werden later als voorbeeld eveneens publiekelijk onthoofd in Brussel.
Alva trok met zijn leger naar het noorden en voorkwam dat Lodewijk de stad Groningen innam. Na een achtervolging werd Lodewijk alsnog verslagen in de Slag bij Jemmingen.
In oktober probeerde Willem van Oranje het met zijn eigen leger nogmaals; hij stak onverwachts de Maas over bij Stokkem en dreigde Maastricht in te nemen. Alva was wederom snel ter plaatse en wist Oranje tegen te houden. Hierna marcheerde Oranje westwaarts, waar hij in de Slag bij Geldenaken door Alva verslagen werd. Dit betekende het einde van de eerste invasie.

#### 1569
In 1569 voerde Alva de Tiende Penning in, waaruit zijn bezettingstroepen gefinancierd moesten worden. Deze was door eerdere machthebbers incidenteel ingevoerd, maar de belastingmaatregel leidde deze keer tot bijzonder veel woede en wordt door historici gezien als de directe aanleiding van de Opstand tegen Spanje.

#### 1572-1573

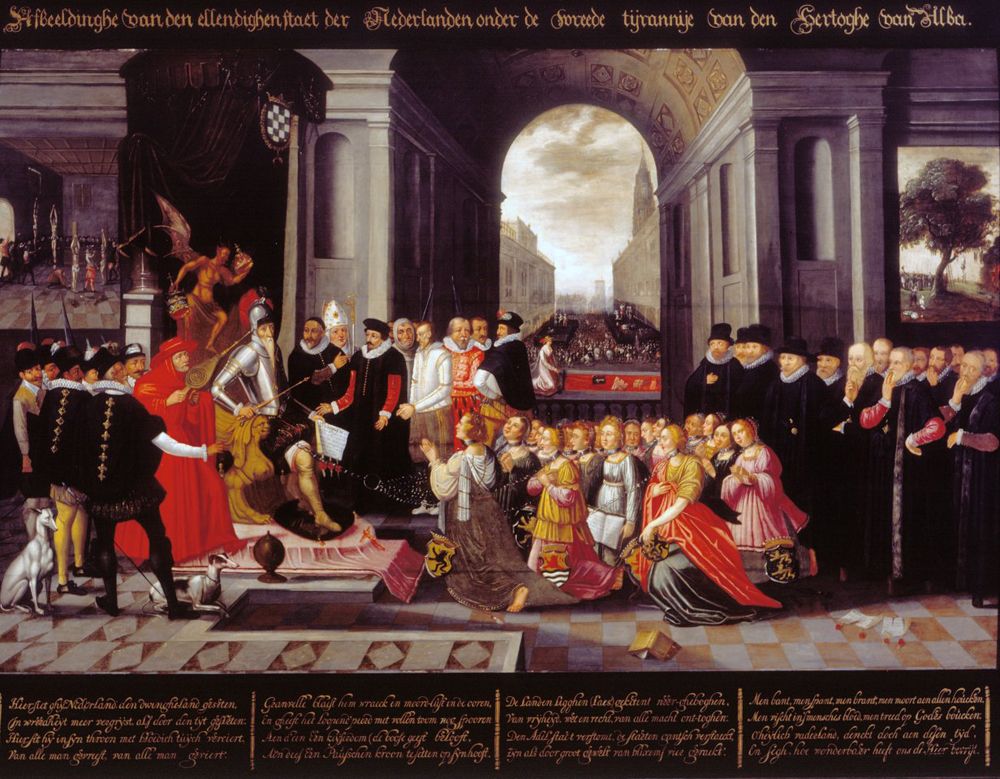
Het schilderij "Afbeeldinghe van den ellendighen staet der Nederlanden, onder de wreede tijrannije van den Hertoghe van Alba"

De opstandelingen veroverden met behulp van de Geuzen diverse steden in de Nederlanden, waarvan de inname van Den Briel op 1 april 1572 de bekendste is. Naar aanleiding van deze gebeurtenis zeggen mensen ook weleens: 'op 1 april verloor Alva zijn bril (Den Briel)'. Ook wordt deze gebeurtenis nog steeds elk jaar op 1 april in Brielle(de huidige naam van Den Briel) nagespeeld. Alva en zijn zoon Fadrique ('Don Frederik') slaagden er wel in om grote delen terug te veroveren.
Nadat daar in september 1572 even een niet-katholiek bestuur aan het bewind was geweest, plunderden en moordden op 2 oktober de Spanjaarden onder Alva's leiding in de Zuid-Nederlandse stad Mechelen. Op 15 november van dat jaar onderging het Noord-Nederlandse Zutphen een dergelijk lot.
In juli 1573 werd Haarlem na een 7 maanden durend zwaar beleg onder leiding van Alva's zoon Frederik ingenomen. De inname van Haarlem bleek een pyrrusoverwinning voor Alva; door de buitensporige Spaanse verliezen bij deze campagne kwam Haarlem bekend te staan als het 'Spanjaardsgraf'. Bij het Beleg van Alkmaar begon het tij te keren in het voordeel van de opstandelingen. Na twee afgeslagen bestormingen weigerden de onderbetaalde troepen, die bij Haarlem ook al zware verliezen hadden geleden, een bevel voor een derde bestorming op te volgen en het beleg werd afgebroken.
De Watergeuzen verweerden zich succesvol in een drietal zeeslagen tegen Spaanse schepen. Al Alva's inspanningen bleken volkomen contraproductief. De opstandelingen buitten het karakter van Alva's bewind uit in hun propagandapamfletten, waarvan een enorme impuls uitging voor de opstand in de Nederlanden. De 65-jarige veldheer was ziek en opgebrand en vroeg om te worden vervangen. Koning Filips II stelde Don Luis de Zúñiga y Requesens aan als opvolger. Op 29 november nam hij in Brussel de landvoogdij over en op 18 december verliet Alva die stad, enkele weken later gevolgd door Don Frederik en de rest van zijn hofhouding. Alva's repressieve optreden had gefaald, maar bij zijn opvolger drong hij aan op doorzetting en volharding. In de Lage Landen werd hij nog lang na zijn vertrek gebruikt in anti-Spaanse propaganda. Een voorbeeld is het uit 1627 daterende schilderij Afbeeldinghe van den ellendighen staet der Nederlanden, onder de wreede tijrannije van den Hertoghe van Alba.

### Spanje en Portugal

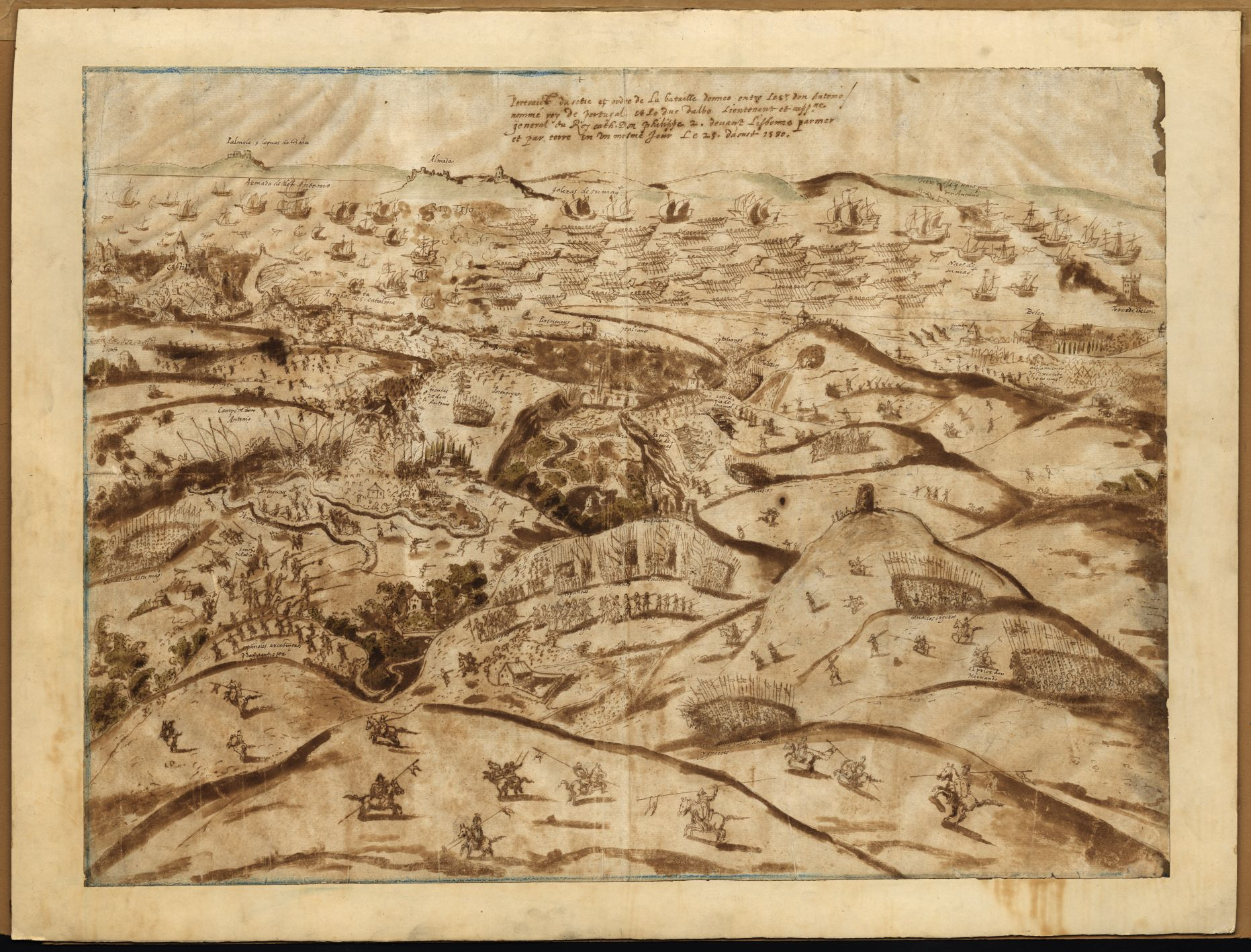
De slag bij Alcântara

Na zijn terugkeer werd hij aanvankelijk als held binnengehaald door Filips II, maar door een liefdesaffaire van zijn zoon Fadrique geraakte ook Alva zelf in opspraak. Alva werd verbannen van het hof en bracht zijn tijd door in het kasteel van Uceda. Daar zou hij twee jaar verblijven. Alva bleek in 1580 weer onmisbaar voor Filips, toen in Portugal verzet ontstond tegen Filips' aanspraak op de Portugese troon. Alva werd benoemd tot opperbevelhebber. Na de Slag bij Alcântara (1580) nam hij Lissabon in, verdreef de leider van de opstand en droeg Portugal over aan Filips II.
Alva belandde in het ziekbed en werd wekenlang gezoogd door een min. Hij overleed op 11 december 1582 in de Portugese stad Tomar. Zijn zoon Fadrique Álvarez de Toledo volgde hem op als vierde hertog van Alva. Alva ligt begraven in het Convento de San Esteban in Salamanca.

## Huwelijk en kinderen
Het eerste  kind van de hertog, Fernando van Toledo (ca. 1527-1591), was een buitenechtelijke zoon die hij in 1546 liet wettigen.
In 1527 trouwde de hertog met zijn nicht María Enríquez de Toledo y Guzmán (? – 1583), dochter van Diego Enríquez de Guzmán, derde graaf van Alba de Liste. Met haar had hij vijf kinderen:
- García Álvarez de Toledo y Enríquez de Guzmán (23 juli 1530 – 1548)
- Fadrique Álvarez de Toledo, vierde hertog van Alva (1537-1585)
- Diego Álvarez de Toledo (? – 1583), graaf van Lerin
- Antonio Álvarez de Toledo y Beaumont, vijfde hertog van Alva (1568 – 29 januari 1639)
- Beatriz Álvarez de Toledo (? – 1637)

## Voorouders
| Voorouders van Fernando Álvarez de Toledo (1507–1582) | Voorouders van Fernando Álvarez de Toledo (1507–1582)                                               | Voorouders van Fernando Álvarez de Toledo (1507–1582)                                               | Voorouders van Fernando Álvarez de Toledo (1507–1582)                                       | Voorouders van Fernando Álvarez de Toledo (1507–1582)                                       | Voorouders van Fernando Álvarez de Toledo (1507–1582)                      | Voorouders van Fernando Álvarez de Toledo (1507–1582)                      | Voorouders van Fernando Álvarez de Toledo (1507–1582)                      | Voorouders van Fernando Álvarez de Toledo (1507–1582)                      |
| ----------------------------------------------------- | --------------------------------------------------------------------------------------------------- | --------------------------------------------------------------------------------------------------- | ------------------------------------------------------------------------------------------- | ------------------------------------------------------------------------------------------- | -------------------------------------------------------------------------- | -------------------------------------------------------------------------- | -------------------------------------------------------------------------- | -------------------------------------------------------------------------- |
| Overgrootouders                                       | García Álvarez de Toledo y Carrillo de Toledo (1424-1488) ∞ María Enríquez de Quiñones y Toledo (-) | García Álvarez de Toledo y Carrillo de Toledo (1424-1488) ∞ María Enríquez de Quiñones y Toledo (-) | Álvaro de Zúñiga y Guzmán (1410-1488) ∞ Leonor Manrique de Lara y Castilla (-)              | Álvaro de Zúñiga y Guzmán (1410-1488) ∞ Leonor Manrique de Lara y Castilla (-)              | Alonso Pimentel y Enriquez (-1461) ∞ María de Quiñones y Portugal (-)      | Alonso Pimentel y Enriquez (-1461) ∞ María de Quiñones y Portugal (-)      | Juan Pacheco (1419-1474) ∞ María Portocarrero Enriquez (-)                 | Juan Pacheco (1419-1474) ∞ María Portocarrero Enriquez (-)                 |
| Grootouders                                           | Fadrique Álvarez de Toledo y Enriquez (1460-1531) ∞ Isabel de Zúñiga y Pimentel (1470-1520)         | Fadrique Álvarez de Toledo y Enriquez (1460-1531) ∞ Isabel de Zúñiga y Pimentel (1470-1520)         | Fadrique Álvarez de Toledo y Enriquez (1460-1531) ∞ Isabel de Zúñiga y Pimentel (1470-1520) | Fadrique Álvarez de Toledo y Enriquez (1460-1531) ∞ Isabel de Zúñiga y Pimentel (1470-1520) | Rodrigo Alonso Pimentel (1441-1499) ∞ María Pacheco y Portocarrero (-)     | Rodrigo Alonso Pimentel (1441-1499) ∞ María Pacheco y Portocarrero (-)     | Rodrigo Alonso Pimentel (1441-1499) ∞ María Pacheco y Portocarrero (-)     | Rodrigo Alonso Pimentel (1441-1499) ∞ María Pacheco y Portocarrero (-)     |
| Ouders                                                | García Álvarez de Toledo y Zúñiga (-1510) ∞ Beatriz Pimentel y Pacheco (-)                          | García Álvarez de Toledo y Zúñiga (-1510) ∞ Beatriz Pimentel y Pacheco (-)                          | García Álvarez de Toledo y Zúñiga (-1510) ∞ Beatriz Pimentel y Pacheco (-)                  | García Álvarez de Toledo y Zúñiga (-1510) ∞ Beatriz Pimentel y Pacheco (-)                  | García Álvarez de Toledo y Zúñiga (-1510) ∞ Beatriz Pimentel y Pacheco (-) | García Álvarez de Toledo y Zúñiga (-1510) ∞ Beatriz Pimentel y Pacheco (-) | García Álvarez de Toledo y Zúñiga (-1510) ∞ Beatriz Pimentel y Pacheco (-) | García Álvarez de Toledo y Zúñiga (-1510) ∞ Beatriz Pimentel y Pacheco (-) |

## Trivia
- Volgens een 18e-eeuwse overlevering werd een bepaald type drinkglas in Venetiaanse stijl 'Duc d'Alfs Uitluiding' genoemd, omdat men in 1581 uit dergelijke glazen had geklonken bij de afzwering van koning Philips II.
- In Spanje wordt de hertog van Alva, in weerwil van zijn slechte reputatie in België en Nederland, beschouwd als "de beste generaal van zijn tijd en een van de beste in de geschiedenis".
- Alva wordt als slechterik opgevoerd in het Suske en Wiske-album Het Spaanse spook.
- Hij vervult de rol van antagonist in de Nederlandse stripreeks Gilles de Geus.
- De houten dukdalf ontleent zijn naam waarschijnlijk aan de Franse benaming voor de hertog van Alva: duc d'Albe.
- De Amsterdamse Montelbaanstoren is vernoemd naar Alva.
- In 1839 componeerde Gaetano Donizetti de onafgewerkte opera Le duc d'Albe over Alva, die onder andere in 2017 in Gent werd opgevoerd (in het bijzijn van Carles Puigdemont[6][7]).